# ADN hachimoji

Uma hélice dupla padrão, a estrutura assumida pelo DNA Hachimoji.

ADN hachimoji (em japonês: 八文字: hachi significa oito e moji letra) é o ácido desoxirribonucleico (ADN) com oito bases nitrogenadas - quatro naturais e quatro sintéticas. A síntese do sistema de ADN Hachimoji de oito bases foi o resultado de pesquisas financiadas pela NASA. Os benefícios de tal sistema de ADN podem incluir uma maior capacidade de armazenamento de dados digitais, bem como sobre o que pode ser possível na busca por vida extraterrestre. Segundo Lori Glaze, da Divisão de Ciência Planetária da NASA, "a deteção de vida é uma meta cada vez mais importante das missões científicas planetárias da NASA e esse novo trabalho (com ADN Hachimoji) nos ajudará a desenvolver instrumentos e experimentos eficazes que expandirão o escopo do que procuramos." O líder da equipe de pesquisa, Steven Benner, observa: "Analisando cuidadosamente os papéis da forma, tamanho e estrutura do ADN Hachimoji, esse trabalho expande a nossa compreensão dos tipos de moléculas que podem armazenar informações na vida extraterrestre em mundos alienígenas."